# Leptoxenus
Leptoxenus is een kevergeslacht uit de familie van de boktorren (Cerambycidae). De wetenschappelijke naam van het geslacht werd voor het eerst geldig gepubliceerd in 1877 door Bates.

## Soorten
Leptoxenus omvat de volgende soorten:
- Leptoxenus bimaculatus (Matsushita, 1933)
- Leptoxenus ibidiiformis Bates, 1877
- Leptoxenus ligneus Holzschuh, 2007
- Leptoxenus ornaticollis Gressitt & Rondon, 1970
- Leptoxenus ramosanus Holzschuh, 2007